# Euxoa delicata
Euxoa delicata är en fjärilsart som beskrevs av Barnes och Mcdunnough 1912. Euxoa delicata ingår i släktet Euxoa och familjen nattflyn. Inga underarter finns listade i Catalogue of Life.